# Anarchias schultzi
Anarchias schultzi is een straalvinnige vissensoort uit de familie van de murenen (Muraenidae). De wetenschappelijke naam van de soort is voor het eerst geldig gepubliceerd in 2010 door Reece, Smith & Holm.